# Scandinavia-Japan Sasakawa Foundation
Scandinavia-Japan Sasakawa Foundation (SJSF) är en stiftelse som har som mål att utveckla de vänskapliga relationerna mellan de fem nordiska länderna och Japan. Stiftelsen beviljar bidrag och stipendier till organisationer, institutioner och enskilda individer i Sverige, Norge, Danmark, Finland och Island och i Japan. Syftet är att främja forskning, utveckling och utbildning främst inom områdena medicin, humaniora, samhälls- och naturvetenskap samt teknologi.
Idag förvaltar SJSF tillgångar motsvarande cirka 280 MSEK. Under perioden 1986 – 2009 har stiftelsen delat ut nära 5 000 stipendier och bidrag – till en summa av 210 MSEK – till mottagare i de nordiska länderna och Japan. Huvuddelen av de svenska anslagen har gått till institutioner och större utbytesprojekt, men även individuella stipendier för studier, forskning eller kontaktresor förekommer. Den årliga anslagssumman uppgår till omkring 1 MSEK vardera i de fem nordiska länderna och Japan.
Stiftelsen Scandinavia-Japan Foundation har sitt säte i Stockholm och lyder under svensk lag och tillsyn.  Styrelsen består av femton personer varav tre är japaner medan övriga ledamöter representerar de nordiska länderna. Styrelsens ordförande är sedan 2006 ambassadör Magnus Vahlquist.

## Historik
Stiftelsen Scandinavia-Japan Foundation (SJSF) etablerades 1984, genom en donation från Nippon Foundation på initiativ av Yohei Sasakawa. Donationen och dess syften presenterades via officiella diplomatiska kanaler för vart och ett av de nordiska länderna. Förutsättningen för donationen var att den skulle välkomnas av respektive regering, men i övrigt fanns inga villkor uppställda utom att medlen ska användas just till ett vänskapligt utbyte mellan de berörda länderna. Till stiftelsens förste ordförande utsågs den svenske ambassadören och FN-medlaren för fred i Mellanöstern, Gunnar Jarring.
Flera bilaterala stiftelser av motsvarande karaktär etablerades under denna period, exempelvis i Storbritannien, Frankrike och USA.